# Symetria (fizyka)
Symetria – rodzaj symetrii, której podlegają przestrzeń, pola kwantowe, równania pola, lagranżjany, hamiltoniany itp. Symetrie są obecnie podstawowym narzędziem fizyki: z ich istnienia można wywnioskować zasady zachowania (twierdzenie Noether) oraz wszystkie własności cząstek elementarnych, takie jak ładunki, masy i oddziaływania, w których uczestniczą. Jeżeli jakiejś własności nie można wyprowadzić z zasad symetrii, tylko trzeba ją postulować arbitralnie, to teorię taką uznajemy za niekompletną.
Aby opisać symetrię, podaje się często grupę przekształceń, względem których symetria zachodzi, albo zbiór generatorów, które określają tę grupę.

## Symetrie przestrzeni
Za uniwersalną własność przestrzeni uznaje się jej jednorodność (symetrię względem przesunięć), izotropię (symetrię względem obrotów) i zasadę względności (symetrię względem przekształceń Lorentza). Inne obserwowane symetrie są być może odbiciem przekształceń w hipotetycznych dodatkowych wymiarach Wszechświata.
Istnieje też hipoteza Macha, głosząca, że prawa fizyki są takie same w układach poruszających się względem siebie ruchem przyspieszonym. Ogólna teoria względności jest w pewnym stopniu oparta na hipotezie Macha.
Symetrie tworzą grupy przekształceń ze względu na ich składanie. Przykłady grup symetrii:
- grupa przesunięć (translacji)
- grupa obrotów SO(3) w trójwymiarowej przestrzeni euklidesowej
- grupa Galileusza SO(3)xO(1) – symetria fizyki newtonowskiej (przestrzeni z czasem)
- grupa Lorentza SO(3,1) – symetria teorii względności (czasoprzestrzeni, przestrzeni Minkowskiego)
- grupa Poincarego – grupa Lorentza wraz z przesunięciami, symetria teorii pól kwantowych
- odbicie przestrzenne P – inaczej odbicie lustrzane (jest to symetria przybliżona)
- odwrócenie czasu T – odwrócenie biegu czasu (jest to symetria przybliżona)

## Symetrie hamiltonianów
Teorie różnych oddziaływań postulują różne postaci hamiltonianu (operatora energii). Takim samym symetriom jak hamiltonian podlegają lagranżjan oraz równania pola danej teorii. Hamiltonian podlega wszystkim symetriom przestrzeni i czasami dodatkowym symetriom cechowania. Mogą one być globalne (parametry grupy symetrii są ustalone w całej czasoprzestrzeni) prowadzą wówczas do pojawienia się prądów zachowanych zgodnie z twierdzeniem Noether, lub lokalne (parametry grup symetrii są funkcjami punktów czasoprzestrzeni).
Przykłady  lokalnych symetrii cechowania:
- Grupa U(1) – elektrodynamika
- Grupa SU(2) – stara teoria Fermiego oddziaływań słabych
- Grupa SU(2)xU(1) – teoria oddziaływań elektrosłabych
- Grupa SU(3) – chromodynamika kwantowa (teoria oddziaływań silnych)
- Grupa SU(3)xSU(2)xU(1) – model standardowy

Przykłady  globalnych symetrii cechowania:
- Grupa SU(3),SU(4), SU(5) i SU(6) – wcześniejszy od chromodynamiki model kwarkowy (jest to symetria przybliżona)

## Inne hipotetyczne symetrie
Iloczyny proste grup symetrii (takie jak SU(3)xSU(2)xU(1)) z różnych względów nie podobają się fizykom, dlatego próbują oni uogólniać je do większych grup. Są to próby stworzenia tzw. teorii wielkiej unifikacji.
W badaniach nad matematycznymi własnościami kwantowego oscylatora harmonicznego odkryto symetrię względem przekształceń bozonów w fermiony. Doprowadziło to do stworzenia teorii supersymetrii. Supersymetria nie może być opisana zwykłą grupą, potrzeba do tego tzw. grup z gradacją.

## Inne własności symetrii
W fizyce istnieją też zjawiska, których nie da się wyjaśnić za pomocą czysto matematycznego pojęcia symetrii.
- Symetria przybliżona – dla której istnieją bardzo rzadkie zjawiska, które jej nie podlegają; pojęcie odwrotne: symetria ścisła
- Symetria złamana – uniwersalna, ścisła symetria, której jednak nie można obserwować w zwykłych warunkach z powodu np. zbyt małych dostępnych energii; pojęcie odwrotne: symetria jawna

## Symetrie lokalne i globalne
W fizyce element grupy przekształceń może być funkcją punktu czasoprzestrzeni. Można np. zdefiniować przesunięcie, które każdy punkt przestrzeni przesuwa o inny wektor. Takie przesunięcie dodatkowo „wyginałoby” czasoprzestrzeń (chociaż nie zmieni się jej krzywizna, ponieważ zmiana dotyczy tylko układu współrzędnych). Obroty zależne od punktu czasoprzestrzeni mogą przeprowadzić układy prostoliniowe w krzywoliniowe i na odwrót.
Można rozważać transformacje „stałe”, gdzie w każdym punkcie czasoprzestrzeni współrzędne są modyfikowane o ten sam parametr oraz „zmienne”, gdzie nie ma takiego wymogu i w każdym punkcie wartość parametru może być inna.
Symetrie względem przekształceń stałych to symetrie globalne, względem dowolnych przekształceń – symetrie lokalne. Każda symetria lokalna posiada podsymetrię globalną.
Przykład:
Ogólna teoria względności ma symetrię lokalną względem przesunięć, obrotów i przekształceń Lorentza. Jej podsymetrią globalną są symetrie szczególnej teorii względności.